# Sterre Jonkers
Sterre Jonkers (25 juli 1998) is een Nederlands langebaan- en marathonschaatsster, uitkomend voor KNSB gewest Fryslân.
Jonkers won eind november 2017 bij de eerste World Cup voor junioren in het Duitse Inzell de drie kilometer in een persoonlijk record van 4.07,69 (was 4.16,98, red.) waarmee ze eindigde  voor landgenote Joy Beune (4.09,80) en de Russische Karina Akhmetova (4.16,65).
In 2018 nam Jonkers deel aan de NK Afstanden op de 3000 meter.
Op de Atje Keulen-Deelstra-baan schaatste ze op 22 oktober 2016 naar het baanrecord in 7.51,34.

## Persoonlijke records[4]
| Afstand      | Tijd     | Datum            | Baan       |
| ------------ | -------- | ---------------- | ---------- |
| 500 meter    | 41,95    | 10 januari 2015  | Heerenveen |
| 1000 meter   | 1.21,64  | 30 januari 2015  | Heerenveen |
| 1500 meter   | 2.00,85  | 26 januari 2020  | Heerenveen |
| 3000 meter   | 4.07,69  | 25 november 2017 | Inzell     |
| 5000 meter   | 7.12,81  | 17 december 2017 | Heerenveen |
| 10.000 meter | 16.09,10 | 21 maart 2018    | Groningen  |

## Resultaten
| Jaar | NK Afstanden | NK Allround |
| ---- | ------------ | ----------- |
| 2018 | 19e 3000m    |             |
| 2019 |              | NC15        |
| 2020 | 12e 3000m    | NC11        |
| 2021 | 15e 3000m    | NC18        |
| 2022 | 18e 3000m    | NC15        |
| 2023 |              | NC18        |